# Wiltz (rijeka)
Wiltz (luks. Wolz, izgovor [volts]) je rijeka koja teče kroz Belgiju i Luksemburg, utječući u Sauer kod Goebelsmuhlea. Clerve je pritoka Wiltza.

## Vanjske poveznice
|  | Zajednički poslužitelj ima još gradiva o temi Wiltz (rijeka) |